# Perdita incompta
Perdita incompta är en biart som beskrevs av Timberlake 1964. Perdita incompta ingår i släktet Perdita och familjen grävbin. Inga underarter finns listade i Catalogue of Life.